# Kościół Świętej Trójcy w Kielcach (katolicki)
Kościół Świętej Trójcy – zabytkowy, murowany, jednonawowy kościół mieszczący się w centrum Kielc na ulicy Jana Pawła II nieopodal katedry.
Koło kościoła przechodzi  czerwony szlak miejski prowadzący przez zabytkowe i ciekawe turystycznie miejsca miasta Kielce.
Kościół Świętej Trójcy jest kościołem Wyższego Seminarium Duchownego w Kielcach. Proboszczem jest każdorazowy rektor Seminarium, w którego imieniu opiekę nad kościołem i liturgią sprawuje jeden z księży profesorów. Msze święte odprawiają księża wykładowcy, posługują zaś alumni tegoż Seminarium. Msze św. w dni powszednie o godz. 6.45 i 18.00, w niedziele i uroczystości – 7.30, 9.00, 10.30, 12.00, 17.00. W soboty o godz. 6.45 msza św. jest odprawiana w języku łacińskim (według Mszału Pawła VI), z elementami śpiewu gregoriańskiego. W dni powszednie w kościele trwa całodzienna adoracja Najświętszego Sakramentu. W drugi czwartek i piątek miesiąca odbywa się całodobowa Adoracja Miłości - modlitwy w intencji księży biskupów i całej wspólnoty seminaryjnej oraz o nowe powołania do kapłaństwa.

## Historia
Dzieje kościoła są związane ze szpitalem dla ubogich, który pojawia się w dokumentach dopiero w XVI wieku, ale powstał prawdopodobnie wraz z ufundowaniem kolegiaty w XII wieku. Pierwsza wzmianka o kościele Świętej Trójcy pochodzi z 1602 roku w wydanym przez biskupa Bernarda Maciejowskiego przywileju. W 1638 biskup krakowski Jakub Zadzik ustanowił probostwo szpitalne z lokalizacją przy kościele Św. Trójcy. Niedługo potem został wybudowany murowany kościół i drewniane pomieszczenia szpitalne, które swe powstanie zawdzięczają późniejszemu prepozytowi ks. Maciejowi Obłomkowiczowi. Budowa została zakończona w 1644 roku, a przy kościele starosta kielecki – Stanisław Czechowski ufundował kaplicę Zaśnięcia Najświętszej Marii Panny. Dwa lata później 6 kwietnia 1646 roku biskup krakowski Piotr Gembicki dokonał konsekracji świątyni. W 1725 biskup krakowski Konstanty Felicjan Szaniawski ufundował obecny ołtarz główny, ołtarze boczne, ławki oraz ambonę. Została także rozpoczęta budowa zakrystii. W 1726 roku ustanowił w Kielcach seminarium duchowne i włączył kościół Świętej Trójcy do jego uposażenia. W II połowie XVIII wieku Michał Jakubowski ufundował rokokowe chórki muzyczne. W XIX wieku zostały dokonane zmiany oraz odnowiono bryłę i wnętrze kościoła. W 1889 r. świątynia otrzymała wieżyczkę wykonaną według projektu Franciszka Ksawerego Kowalskiego. W 1896 zostały zamontowane organy S. Blomberga. Kolejne prace restauracyjne prowadzone były w latach 1925–1926 oraz po II wojnie światowej, kiedy to m.in. kościół został pokryty miedzianą blachą. Ostatnie, gruntowne prace restauracyjne i konserwacyjne kościoła przeprowadzono w latach 2008-2009 (m.in. ambona, ołtarze, chóry).